# Elihu B. Washburne
Ne doit pas être confondu avec Washburn.
Elihu Benjamin Washburne, né le 23 septembre 1816 à Livermore (Maine) et mort le 23 octobre 1887 à Chicago, est un homme politique américain qui a joué un rôle important dans la création du Parti républicain. Il est représentant de l'Illinois entre 1853 à 1869, secrétaire d'État des États-Unis en 1869 dans l'administration du président Ulysses S. Grant puis ambassadeur des États-Unis en France entre 1869 et 1877.

## Biographie
Représentant de l'Illinois de 1853 à 1869 à la Chambre des représentants, il est proche du président Abraham Lincoln. Originellement whig, il fait partie des premiers membres et des leaders du nouveau Parti républicain.
Réélu à la Chambre des représentants entre 1863 et 1869, il bénéficie de pots-de-vin des entreprises de chemin de fer en échange de contrats à l'avantage de celles-ci.
Il remplace William H. Seward en tant que secrétaire d'État du président Ulysses S. Grant pendant 12 jours, en mars 1869. Il est le secrétaire d'État demeuré le moins longtemps en fonction de toute l'histoire des États-Unis. Il est ensuite nommé ambassadeur des États-Unis en France, où il joue défavorable à la France au cours de guerre franco-allemande de 1870 en restant volontairement à Paris pendant le siège de la ville et l'épisode de la Commune. Son secrétaire particulier en 1871 est l'historien et journaliste américain d'origine française Henry Vignaud (1830-1922)
Il se retire à Chicago en 1876, et son nom est plusieurs fois avancé comme candidat républicain à l'élection présidentielle. Il meurt en 1887.
Son fils, Hempstead Washburne, fut maire de Chicago de 1891 à 1893.